# Jobst Harrich
Jobst Harrich, baptisé le 30 septembre 1579 et inhumé le 11 avril 1617, est un peintre allemand connu comme copiste d'Albrecht Dürer, né et mort à Nuremberg .

## Biographie
Jobst Harrich est le frère de Christoph et l'élève de Martin Beheim. On lui attribue plusieurs copies d'après Albrecht Dürer.